# Marcin Budkowski
Marcin Budkowski (Varsovia; 23 de abril de 1977) es un ingeniero y director de equipo automovilístico polaco.

## Carrera
Budkowski se graduó en la École polytechnique de París en 1999 y continuó sus estudios entre 1999 y 2001 en el Institut Supérieur de l'Aéronautique et de l'Espace (ISAE SUPAERO) y el Imperial College London, especializándose en aeronáutica y aerodinámica.
Después de completar sus estudios, Budkowski comenzó su carrera en el automovilismo en 2001 como aerodinámico para Prost Grand Prix. Budkowski posteriormente se mudó a Maranello, trabajando para Ferrari entre 2002 y 2007 en un período en el que el equipo ganó múltiples campeonatos.
Buscando un nuevo desafío, se unió a McLaren en 2007, trabajando en una variedad de roles aerodinámicos tanto en la fábrica como en la pista, especialmente durante el año en el que ganó el título en 2008, antes de convertirse en jefe de aerodinámica en 2012.
Sus siete años en McLaren terminaron en 2014, después de lo cual se convirtió en coordinador técnico y deportivo de Fórmula 1 para la FIA, y posteriormente se convirtió en jefe del departamento técnico de Fórmula 1 en 2017. Luego se unió a Renault F1 Team como director técnico ejecutivo, donde ha permanecido mientras el equipo ha hecho la transición a Alpine F1 Team. En enero de 2021 fue nombrado director del equipo, pero fue retirado de este cargo un año más tarde.